# Lijst van spelers van De Valk
Dit is een lijst van voetballers die minimaal één officiële wedstrijd hebben gespeeld in het eerste elftal van de Nederlandse voormalig betaaldvoetbalclub De Valk.

## A
- Harrie Adriaans
- Piet Adriaans
- Cor van den Akker

## B
- Leo Bijnen
- Dick Bimmel
- Harrie Bottram
- Fons van den Brandt

## C
- Leo Cleven

## D
- Jan Damen
- Gerrit van Dooren
- Theo van Dooren
- Piet Driessen
- G. van den Dungen

## F
- Jo Fiers

## G
- Toon Geldens
- Evert van de Goor
- Tony Goossens
- Henny van Gorp

## H
- Hendriks
- André Hoogmoet

## J
- Jacobus Jansen
- Peter Jansen
- Jo Jobse
- Willy Jobse

## K
- Marcel Kivits

## L
- W. Leemans
- Jo de Leest
- Jan Louwers

## M
- Jos Maas
- Fons Maenen
- A. Mesman
- Jan Munnecom

## N
- Rinus van Nuenen

## P
- Jos van der Palen
- Miel Pijs
- Jan Prinsen

## R
- A. Reijnders
- Harrie Rijkers
- Piet Rijkers
- Hayo Rülander

## S
- Sjef Sanders
- Jan Seuntjens
- Henk Smets
- Theo Smolders
- Louis Swinnen

## T
- Jan Theeuwen
- Henk Theuwis

## V
- Toon Vereijken
- Govert Verhoeven
- Piet Versteegden
- Van der Vorst

## W
- Jan Wilbers
- Jacques de Wit